# スロバキア放送

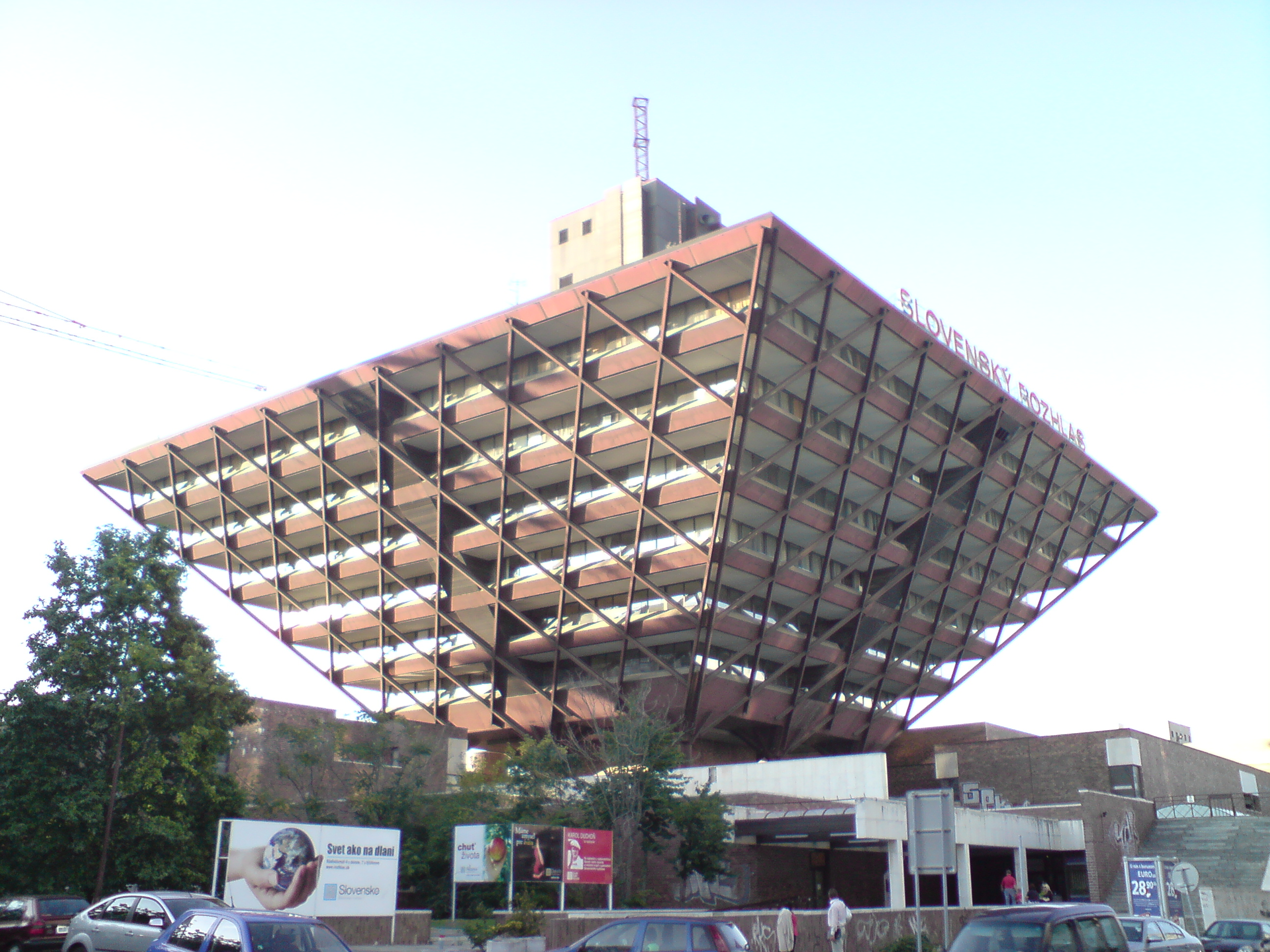
「逆ピラミッド」 (Obrátená pyramída) と呼ばれるブラチスラヴァ旧市街のスロバキア放送ビル

スロバキア放送（Slovenský rozhlas、略称: SRo）はスロバキアの公共ラジオ放送事業者。国営チェコスロバキア放送 (Československý rozhlas) のスロバキア共和国内のラジオ放送局を承継して1993年1月1日に発足した。2011年1月1日から新設の公共放送機関、スロバキアラジオとテレビ放送 (RTVS, Rozhlas a televízia Slovenska) の傘下で運営されている。

## 概要
スロバキア放送法（スロバキア国民議会法律1991年255号）に基づく特殊法人で、共和国国民議会が任命した委員15人で構成する放送委員会 (Rozhlasová rada) が経営計画の策定や資産管理を行っている。会長（最高経営責任者）は放送委員会が選出する。本部はブラチスラヴァ1区旧市街のスロバキア放送ビル。欧州放送連合 (EBU) に加盟している。またスロバキアでもっとも歴史のある交響楽団のスロバキア放送交響楽団 (Symfonický orchester Slovenského rozhlasu) を運営する。
1993年1月1日から国営チェコスロバキア放送から第1放送（ラジオスロバキア）、国内3放送局別のローカル放送を行う第2放送（ラジオレギナ）、文化芸術専門放送の第3放送（ラジオジェヴィーン）と、1987年放送開始の若年層向け放送「ラジオエラーン」 (Rádio Elán) を前身とする「ロックFMラジオ」（現・第4放送、ラジオFM）を承継して放送を開始した。同年4月に短波放送の外国語放送（現・第6放送、ラジオスロバキアインターナショナル）、1999年にハンガリー人など国内少数民族向けの第5放送（ラジオパトリア）を開設した。
スロバキア政府は2007年に国内中波放送の全廃方針を決めたため、スロバキア放送を含むラジオ放送のFM放送への切り替えが行われ、2009年までにほぼ完了した。また2009年からデジタルラジオ放送を開始し、第7放送（ラジオクラシカ）、第8放送（ラジオリテラ）を開設、さらに若年層向けデジタル放送の第9放送を2010年に開設する。2000年からストリーミング方式によるインターネット放送も行っている。
公共放送の経営合理化を目的としてテレビ・ラジオ両事業を統括する新しい公共放送機関「スロバキアラジオとテレビ放送」 (RTVS, Rozhlas a televízia Slovenska) の設置を定める「スロバキアテレビ放送法」が2010年11月30日に成立し、スロバキア放送とスロバキアテレビは2011年1月1日からRTVSの監督下で運営が開始された。スロバキア政府はスロバキア放送とスロバキアテレビをRTVSに完全統合する方針である。

### 前史
チェコスロバキアでは1923年にラジオジャーナル有限責任会社 (s.r.o. Radiojournal) が放送免許を取得し、プラハでラジオ放送を開始した。スロバキアでは1925年12月にコシツェで実験放送が行われたあと、1926年8月にブラチスラヴァにラジオジャーナルブラチスラヴァ支社が開設され、政府機関の建物を暫定スタジオとし、警察署に送信機を置いて本放送を開始した。当初は週2回の放送で、同年10月から毎日放送を行った。1927年にコシツェ支社が開設して本放送が始まり、コシツェには放送学校やコシツェ放送楽団（1972年解散）が置かれた。少数民族向けのルシン語、ハンガリー語の放送開始に続き、1936年にはスロバキア語による国際放送も始まった。1938年にプレショフにも支社を開設し放送を開始した。
1939年にはスロバキア第一共和国発足にともない、スロバキア国内のラジオジャーナル支社はチェコと分離された。ハンガリー領となったコシツェ支社はハンガリーに接収され、残る支社組織は1939年6月にスロバキア放送企業体有限責任会社 (Slovenský rozhlas, spol. s.r.o.) に改組。ブラチスラヴァに本社、プレショフに支社が置かれた。1940年から1945年まで、スロバキア語による国際短波放送を実施。1944年8月30日のスロバキア国民蜂起ではバンスカー・ビストリツァ送信所が蜂起軍に制圧され、10月27日まで蜂起軍の放送局として使用された。その後チェコスロバキア共産党主導の国民戦線が1945年2月にコシツェ送信所を制圧した。占領ドイツ軍は同年3月にブラチスラヴァの放送設備を破壊して撤退したが、コシツェで4月、ブラチスラヴァでも6月から放送を再開した。
戦後、スロバキア放送は1948年2月に共産党管理下に置かれ、同年4月にチェコ放送 (Český rozhlas) と統合され国営チェコスロバキア放送 (ČSRo, Československý rozhlas) に再編された。1952年にはカトリックの宗教番組を廃止（1990年再開）し社会主義の教化宣伝番組を増やす一方、戦前から力を入れていた交響楽団や国民劇場でのオペラ公演などの中継放送を充実させた。1956年にČSRoブラチスラヴァ放送局がスロバキアで初のテレビ放送を開始。翌1957年にテレビ放送事業は国営チェコスロバキアテレビに分離された。同年10月にはスロバキアで初のFM放送が行われ、ブラチスラヴァ国民劇場で上演されたオペラ『椿姫』が放送された。
1965年には、のちに「ラジオエラーン」の母体となる若年層向け番組「青年新聞ミクロフォールム」 (mládežnícky denník Mikrofórum) の放送を開始した。1968年のプラハの春では初のスロバキア語ポップ・ミュージックを放送し、同年6月には放送検閲も廃止されたが、8月21日にワルシャワ条約機構軍がブラチスラヴァ放送局を占拠したため一時放送を停止した。
ČSRoブラチスラヴァ放送局の局舎「スロバキア放送ビル」は1963年の設計コンペで社会主義リアリズムに基づく「逆ピラミッド」形の設計案が選ばれ1967年に着工。1983年に完成し、1984年に試験放送、1985年に本放送を開始した。1987年には若年層向け放送「ラジオエラーン」が放送を開始した。1989年のビロード革命では11月22日に職員委員会が結成され民主化勢力への支持を表明。11月29日に共産党公的組織化委員会による放送管理が打ち切られた。

## 放送系統

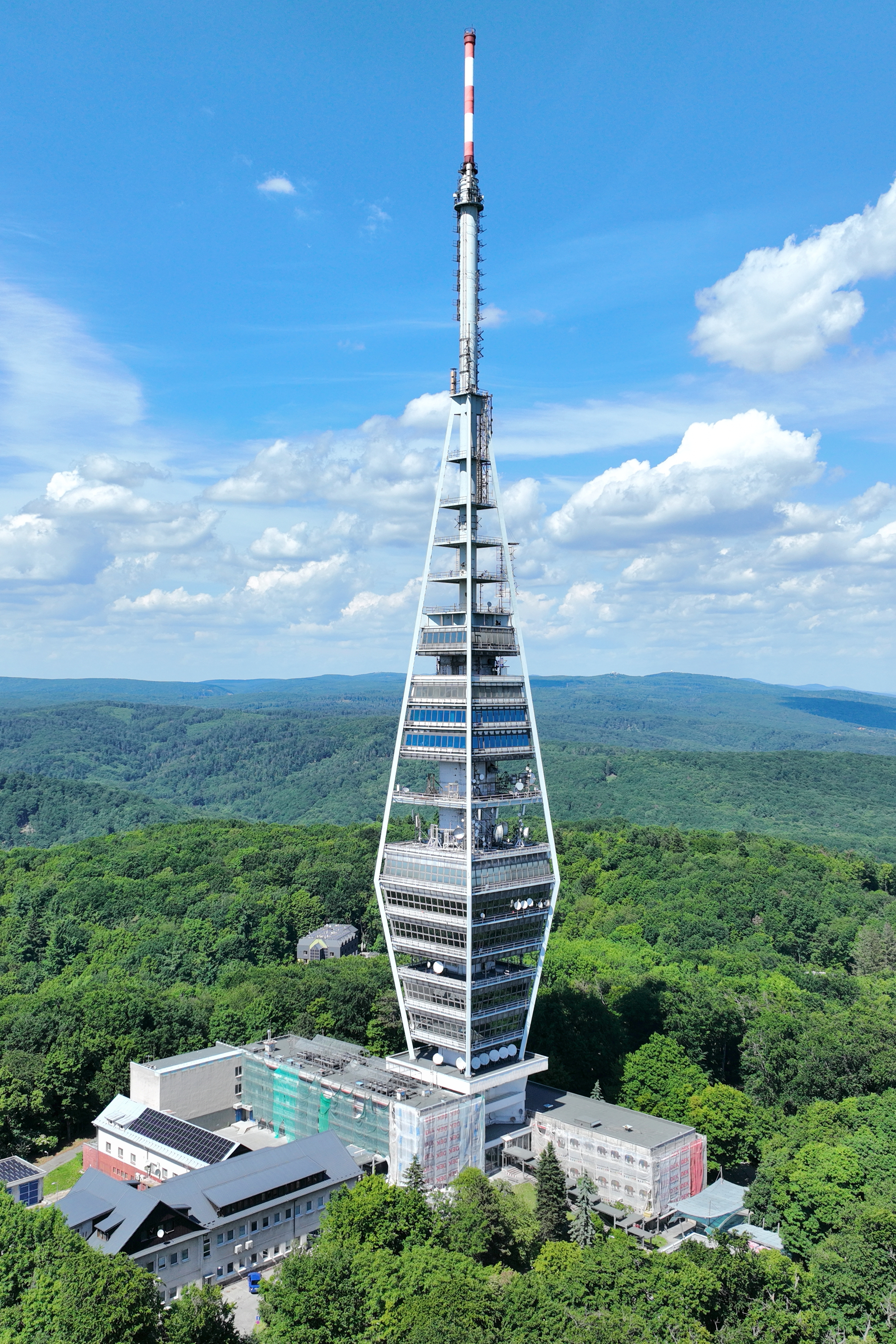
ブラチスラヴァ・カムジーク送信所（カムジークテレビ塔）

### FM放送
※特記ない場合の周波数はブラチスラヴァ・カムジーク送信所
- SRo1 ラジオスロバキア（第1放送、Rádio Slovensko / 96.6MHz） - 総合放送。1993年に "Slovensko 1" として放送を開始し24時間放送を実施。2000年にラジオスロバキアに改称。
- SRo2 ラジオレギナ（第2放送、Rádio Regina / 99.3MHz）  - 1953年にコシツェとプレショフで放送開始した地域別ローカル放送。現在はブラチスラヴァ（西部）、バンスカー・ビストリツァ（中部）、コシツェ（東部）の3放送局が各地域を対象に放送。
- SRo3 ラジオジェヴィーン（第3放送、Rádio Devín / 104.4MHz） - 1972年放送開始。文化・芸術専門放送。
- SRo4 ラジオFM（第4放送、Rádio_FM / 89.3MHz） - 1987年に午後の若年層向け放送「ラジオエラーン」 (Rádio Elán) として放送開始。1988年から1990年までスロバキア語番組ラジオエラーンと連邦政府青少年番組の合同放送となり、1991年に若年層向け音楽放送「ロックFMラジオ」 (Rock FM Rádio) に改編。1992年1月から24時間放送を開始した。2004年にラジオFMに改称し大幅な番組改編が行われた。
- SRo5 ラジオパトリア（第5放送、Rádio Patria / 96.2MHz ※コシツェ・市街ヴェルフェルオヴァ通り送信所） - 1999年放送開始。スロバキア南部の7送信所から国内少数民族向けにウクライナ語、ハンガリー語、ルシン語、ドイツ語、チェコ語、ポーランド語の各言語で放送。

### 短波放送
- SRo6 ラジオスロバキアインターナショナル（第6放送、Radio Slovakia International） - 1993年4月に国際外国語放送として開始。スロバキア語のほか、英語、ドイツ語、フランス語、ロシア語、スペイン語の各言語で放送。2006年には運営資金不足のため一時放送を休止しインターネット上のストリーミング放送のみとなったが、同年中に再開された。

### デジタル放送
- SRo7 ラジオクラシカ（第7放送、Rádio Klasika） - 2009年放送開始。クラシック音楽専門放送。
- SRo8 ラジオリテラ（第8放送、Rádio Litera） - 2009年放送開始。ラジオドラマ専門放送。